# Thrichomys inermis
Thrichomys inermis é uma espécie de roedor da família Echimyidae.
É endêmica do Brasil, onde é encontrada apenas no estado da Bahia.